# Ramón de Plegamans
Ramón de Plegamans fue un rico empresario catalán perteneciente a una familia de mercaderes de la burguesía barcelonesa del siglo XIII.

## Biografía
La primera mención en la documentación medieval de Ramón de Plegamans —ciudadano honrado, veguer de Barcelona y señor de Sant Marsal—, data del mes de diciembre en 1194 cuando hizo una donación al monasterio de Santa Ana en Barcelona. Fue encomendado por el rey Jaime I de Aragón para hacerse cargo de la construcción de la flota que lo llevaría a conquistar la isla de Mallorca en 1229. A pesar de que otros Plegamans habían ostentado cargos de importancia y colaborado en otras campañas, como Berenguer de Plegamans, que acompañó a Ramón Berenguer IV en su cruzada contra Almería, él fue el más destacado de su linaje.
Como prohombre barceloní, asistió a las cortes de Tortosa de 1225, convocadas por Jaime I para tratar la expansión de su reino y el ataque a Peñíscola. En ese mismo año, adquirió al vizconde Guillermo II de Bearn el castillo de San Marsal, en Sardañola, así como derechos en Teyá, Badalona, Alella y Santa Coloma de Gramanet. En agosto de 1232, Ramón de Plegamans donó una finca sita en la playa de Barcelona adquirida por él con este fin a la naciente Orden de la Merced para la redención de cautivos, fundada por Pedro Nolasco. En ese terreno se construyó el Hospital de Santa Eulalia, la casa matriz y el primer hospital de la Orden Mercedaria para alojar a los cautivos liberados y recaudar limosnas para sus fines.
Otorgó testamento el 28 de julio de 1240.